# Eunidia quadrivittata
Eunidia quadrivittata es una especie de escarabajo longicornio del género Eunidia, categorizada en la tribu Eunidiini, de la subfamilia Lamiinae. Fue descrita por Breuning en 1938.

## Descripción
Mide 9,5 mm de longitud.

## Distribución
Se distribuye por Kenia y Somalia.